# Stade Alphonse Massemba-Débat
Stade Alphonse Massemba-Débat (również o nazwie Stade de la Revolution) w Brazzaville – jest stadionem narodowym Konga. Jest używany do meczów piłki nożnej, a także posiada bieżnię i boisko do piłki ręcznej. Gości domowe mecze klubów: CARA Brazzaville i Etoile du Congo. Mieści 25 000 osób. Był areną Igrzysk afrykańskich w 1965 i Mistrzostw Afryki w Lekkoatletyce w 2004.